# Zschille-Villa

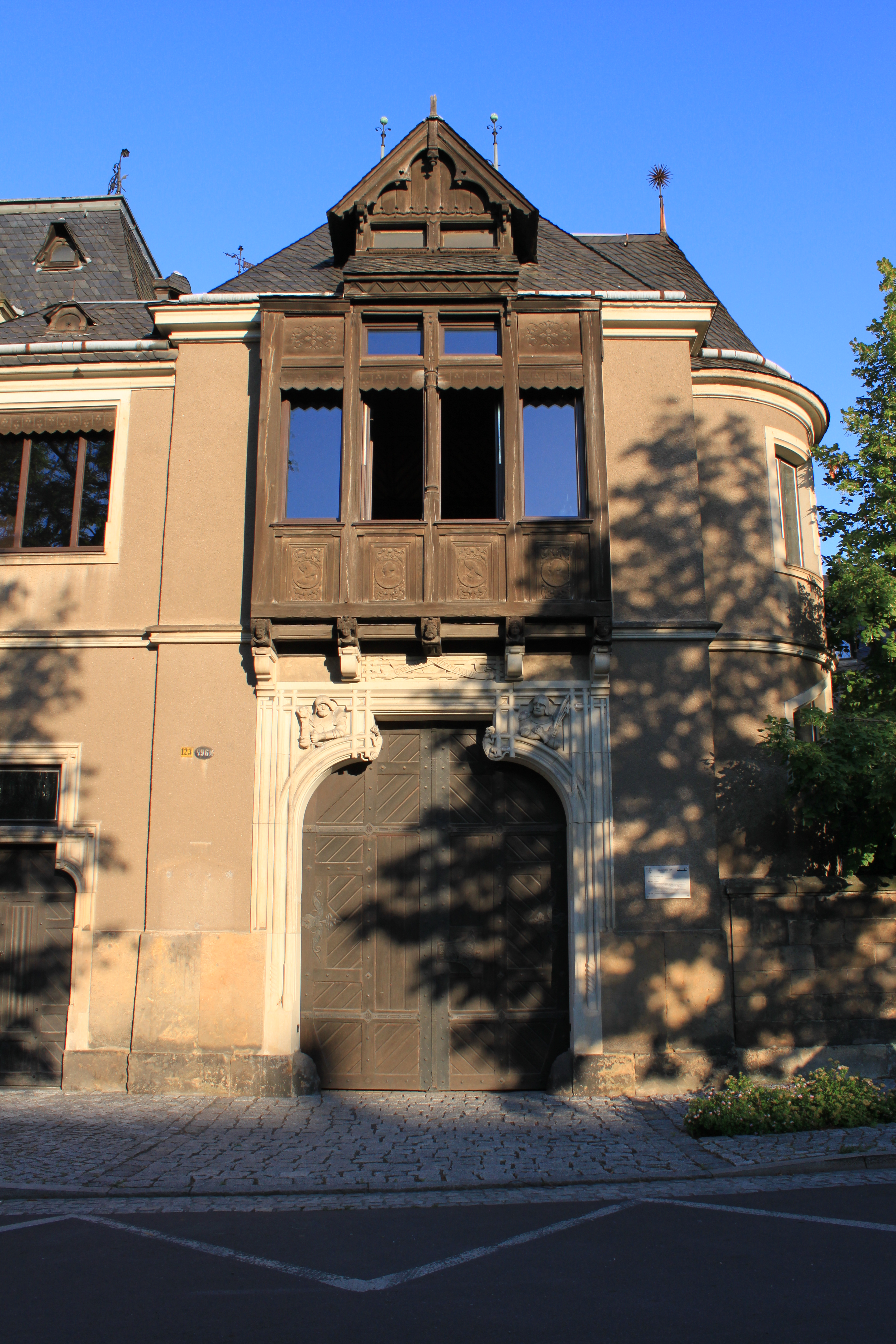
Das gotische Tor der Zschille-Villa

Das umgangssprachlich als Zschille-Villa bezeichnete Grundstück befindet sich am Promenadenring der sächsischen Stadt Großenhain in der Mozartallee 123. Es wurde 1872 vom Unternehmer Richard Zschille gekauft und daraufhin auch mit Verwendung älterer Bauteile aus verschiedenen europäischen Gegenden neugestaltet.

## Beschreibung
Infolge der Industrialisierung wurden ab dem 19. Jahrhundert in Großenhain im Gebiet zwischen dem Promenadenring und den damals neuerrichteten Leipziger und Berliner Bahnhöfen mehrere Villen im Gründerzeitstil erbaut. Auch an der Mozartallee wurde 1865 ein neues Wohnhaus errichtet. Dieses und weitere umliegende Grundstücke wurden ab 1872 vom Großenhainer Tuchfabrikant und Kunstsammler Richard Zschille erworben. Bis 1894 ließ Zschille das Gebäude mehrmals umbauen und „integrierte dabei historische Kunstfragmente aus aller Welt in die Gestaltung.“
Diese Spolien geben dem Grundstück einen bau- und kunstgeschichtlichen Wert. So wurde das gotische Tor der Villa mit Schmiedearbeiten beschlagen, die 1497 in Tirol geschaffen wurden. Ehemalige Holzbalkendecken des Hainer Magdalenenklosters, datiert um 1500, wurden in den Seitengebäuden wiederverwendet. Der Umbau wurde weiterhin mit verschiedenen schmiedeeisernen Gittern, Geländern, Toren und Beschlägen ausgestattet, die teilweise im 18. Jahrhundert für den Prager Hradschin und andere ebenfalls im 18. Jahrhundert in Aachen hergestellt wurden, während weitere aus einer Prager Synagoge und dem Großenhainer Katharinenkirchhof stammen. Ein zu Zeiten der Renaissance 1547 ursprünglich in der Großenhainer Kleinen Lindengasse errichtetes Sandsteinportal fand im Inneren des Bauwerks einen neuen Platz, ebenso wie eine Sandsteintreppe eines bayrischen Klosters. Weiterhin wiederverwendet wurden ein Ziehbrunnen aus Reiterswiesen von 1579 mit dem Wappen des Würzburger Bischofs Julius Echter von Mespelbrunn, ein Nymphenbrunnen aus Sandstein und ein Brunnen, der eine Marmorsäule aus Pompeji enthält. Am nordöstlichen Ende des Grundstücks befindet sich ein Altan im Stil der Gotik, ausgestattet unter anderem mit einer spätgotischen Holzbalkendecke, einer gewendelten Holzsäule, deren Abschluss mit Kornblumenornamenten verziert ist, und eine Sandsteinsäule, die mit der Jahreszahl 1543 markiert wurde. Nahezu alle Türen des Gebäudes haben einen historischen Hintergrund, so eine, die im 15. Jahrhundert in Tirol gefertigt wurde.
Im Inneren des Anwesens befindet sich ein Garten.
Die Familie Zschille verkaufte 1901 das Areal. Im Jahre 1918 wurde ein westlicher an die Herrmannstraße angrenzender Teil losgelöst. Das östliche Grundstück Mozartallee 123 befindet sich mit wechselnden Eigentümern bis in die Gegenwart in Privatbesitz und ist inzwischen in Wohnungen und Geschäftsräume aufgeteilt.